# Fuente Álamo de Murcia
Fuente Álamo de Murcia er en by og kommune i det sydøstlige Spanien i Murcia-regionen. Den har et indbyggertal på 18.719 (2024) indbyggere.